# Поп Степан Степанович
Степан Степанович Поп — український фізик, доктор фізико-математичних наук (1984), професор (1987), академік АН технологічної кібернетики України (з 1991 року), заслужений діяч науки і техніки України (2005). Декан Географічного факультету УжНУ.

## Наукова діяльність
Фахівець у галузях фізичної електроніки, охорони навколишнього природного середовища та раціонального природокористування.
Автор і співавтор понад 400 наукових статей, 7 винаходів та патентів, у тому числі монографій та підручників.
Під його керівництвом виконано 1 докторську та 8 кандидатських дисертацій.